# Alucinógeno
Se llama alucinógenos a cierto tipo de drogas que, en dosis no tóxicas, causan alteraciones profundas en la percepción de la realidad del consumidor. Bajo su influencia, las personas ven imágenes, escuchan cosas y experimentan sensaciones muy distintas a las propias de la vigilia. Algunos alucinógenos también producen oscilaciones emocionales rápidas e intensas. En su aspecto negativo, en muchas ocasiones producen confusión mental, pérdida de memoria o desorientación en la persona, de espacio y de tiempo.
Son sustancias que provocan estados alterados de conciencia que afectan a la percepción (alucinación) y varían la noción de la propia identidad. Sus efectos son muy variables, dependiendo tanto de la dosis como de las expectativas del sujeto y el ambiente que le rodea durante la experiencia. Cuando, por una razón u otra, el balance de la experiencia resulta desagradable para el sujeto suele hablarse coloquialmente de «mal viaje». 
Los alucinógenos producen sus efectos interrumpiendo la interacción de las células nerviosas y el neurotransmisor serotonina. Distribuido por el cerebro y la médula espinal, el sistema de serotonina está involucrado en el control de los sistemas de conducta, percepción y regulación, incluyendo el estado de ánimo, el hambre, la temperatura corporal, el comportamiento sexual, el control muscular y la percepción sensorial. Algunos alucinógenos antes de llegar al proceso anteriormente descrito pierden un radical en su molécula: tal es el caso de la psilocibina, contenida en los hongos del género psilocybe, que una vez dentro del cuerpo pierde un radical fósforo para de este modo convertirse en psilocina, que al parecer es la sustancia que libera los mecanismos en el sistema nervioso.

El LSD (acrónimo del término alemán para la dietilamida del ácido lisérgico) es la droga que se identifica más comúnmente con el término alucinógeno y la más ampliamente usada de este tipo de drogas. Se considera el alucinógeno típico y las características de sus acciones y efectos se aplican a los otros alucinógenos, incluyendo a la mescalina, la psilocibina y la ibogaína, aunque la experiencia con cada alucinógeno varía.
Entre los más utilizados están el LSD, los hongos psilocibios, la DMT, la mescalina, presente en el peyote y los cactos de la familia Trichocereus, y otros más.
Existen muchas lagunas en el conocimiento científico de estas drogas visionarias debido a las trabas que la legislación impone en casi todos los países a la investigación de este tipo de sustancias, sobre todo cuando en ella interviene el consumo humano [cita requerida].

## Tratamiento en casos de intoxicación
La intoxicación aguda por fármacos alucinógenos no es muy habitual en la actualidad y resulta extraño que se presente sin estar asociada al consumo de alcohol. Normalmente los intoxicados precisan ayuda por causa de las crisis de pánico, derivadas del denominado "mal viaje" (experiencia negativa y desagradable), cuyos síntomas son la angustia y la depresión asociadas a confusión mental, alucinaciones visuales y auditivas, sensación de incapacidad, culpabilidad y riesgos de conductas agresivas con pérdida de autocontrol y peligro de suicidio.
En caso de «mal viaje» o efecto «el peti»  se debe aislar al intoxicado en un lugar tranquilo y poco iluminado, evitando excesivos estímulos a su alrededor. Puede ser útil una música suave. Debe acompañarle una persona que le serene y tranquilice. Se le debe explicar serenamente que lo que ocurre es la reacción de algo que la persona tomó, y que todo lo que siente, no es más que un efecto que en algún momento llegará a su fin, generando así tranquilidad en el individuo. También es recomendable decirle a la persona la hora exacta en la que el efecto, seguramente, habrá pasado. Muchos están especialmente preocupados por la idea de que han destruido su cerebro, de que son ellos mismos los que se han llevado a la locura y que serán incapaces de volver a su estado normal. Su traslado a un centro médico debe realizarse tomando en cuenta las premisas anteriores.

## ¿Alucinógeno, enteógeno o psicodélico?
Existe una gran cantidad de nombres para hablar de este tipo de drogas. Alucinógenos, enteógenos, psicodélicos, drogas visionarias, drogas de poder, psicodislépticos, psicotomiméticos, eidéticos etc. Cada uno de los nombres está asociado a una cosmovisión concreta, y no siempre son adecuados en todos los contextos y ninguno describe por completo los efectos psicofisiológicos. En Europa tales efectos son llamados con frecuencia "phantastica". Se suele llamar alucinación a una "percepción sin objeto", o sea, percibir algo donde no está, sea un sonido, una imagen, etc. Ateniéndose a ese sentido, los "alucinógenos" más usados no lo serían, o lo serían solo en dosis realmente altas o en contextos específicos -falta de luz, etc. A ese perfil responde bien solo una de las familias de las drogas visionarias, que es la de los alcaloides tropanos (escopolamina, hyosciamina, atropina) que se encuentran en ciertas plantas solanáceas (estramonio, toloache, belladona, beleño, mandrágora, brugmansia, etc.).
Muchos autores (Ott, Escohotado) rechazan los términos psicodélico y psiquedélico por estar en exceso asociados con el uso de drogas visionarias en los años sesenta y setenta. Psicodisléptico se refiere a aquello que desata la psique, y es un término que no pretende asignar valores morales. Psicotomimético, en cambio, habla de la sustancia que es capaz de imitar la psicosis. No obstante, nuevos estudios sobre el funcionamiento cerebral han comprobado que las actividades cerebrales provocadas por alucinógenos difieren fundamentalmente de las que se presentan durante psicosis auténticas.
Una subcultura occidental muy grande asigna a las drogas visionarias un valor de tipo espiritual e incluso religioso, inspirados casi siempre por culturas primigenias donde el uso de este tipo de drogas estaba integrado en un contexto chamánico. Ellos son los que prefieren denominarlas plantas de poder, maestros vegetales, drogas visionarias o enteógenos. Este último es un neologismo propuesto por Gordon Wasson, Jonathan Ott y otros que sugieren que este tipo de sustancias revelan y generan la divinidad en el interior de quienes las consumen.